# Лианозово (район Москвы)
Лиано́зово — район в Северо-Восточном административном округе города Москвы, а также одноимённое внутригородское муниципальное образование. В северной части района располагается Лианозовский парк культуры и отдыха.

## История

### Ранние годы. Село Алтуфьево и его окрестности
Старейшим известным населённым пунктом на территории нынешнего района Лианозово является село Алтуфьево, историю которого можно проследить начиная с XVI века. При селе существовала церковь и усадьба, которая неоднократно меняла владельцев.
К западу от Алтуфьева находилась деревня Кожуриха.

### Посёлок Лианозово
Посёлок Лианозово, на территории которого расположен район, возник в начале XX века по инициативе промышленника Г. М. Лианозова, выкупившего имение Алтуфьево в 1888 году и устроившего дачные участки на его землях. Дачами в Лианозове владели члены известных московских семей. После революции посёлок начал заселяться публикой пролетарского и крестьянского происхождения. В 1960 году, после строительства МКАД, посёлок вошёл в состав Москвы, а к концу 1970-х был уничтожен ради строительства на его землях многоэтажных домов.

## Парки, скверы и пешеходные зоны
На территории Лианозова располагаются три парка — ландшафтный заказник «Лианозовский», Лианозовский парк и парк усадьбы Алтуфьево, а также Хотьковский сквер и три пешеходные прогулочные зоны — Лианозовский променад и бульвары на Череповецкой и Зональной улицах.

### Ландшафтный заказник «Лианозовский»
Площадь заказника составляет около 66 га. Он расположен между 83 километром МКАД и линией Савёловской железной дороги. В северной части лесопарка сохранилась дубрава с деревьями возрастом более 150 лет. Флора заказника также включает более 200 видов цветковых растений, а представителями фауны являются мелкие млекопитающие — кроты, бурозубки, лесные мыши, полёвки-экономки, а также входящие в Красную книгу Москвы птицы — малый пёстрый дятел, соловей и снегирь.

### Лианозовский парк
Также известен как Лианозовский парк культуры и отдыха. Парк площадью около 16 га располагается по адресу: Угличская ул., д. 13. Его территории изначально принадлежали усадьбе Алтуфьево, а затем были частично отданы под дачный посёлок Лианозово, который просуществовал здесь до 1930-х годов. В 1932 году на этом месте разбили парк, а в 1951 году он получил статус парка культуры и отдыха. На территории произрастает около 70-и пород деревьев и кустарников — дубы, ели, акация, ивы, вязы, несколько видов тополей и многие другие растения. Через парк протекает Лианозовский ручей, образующий 6 прудов — здесь обитают лебеди и другие водоплавающие птицы. В 2014 году инфраструктура парка была обновлена. В зоне отдыха есть детские и спортивные площадки — столы для настольного тенниса, площадки для игры в баскетбол и бадминтон, воркауты, скейт-парк, а также детская спортивная площадка с турниками и шахматная беседка. В центральной части парка располагается сцена и танцевальная площадка. У входа в парк находится мемориал, посвящённый лианозовцам-участникам Великой Отечественной войны, установленный в честь 65-й годовщины Великой Победы. В восточной части парка располагается Аллея сказок — арка и скульптуры, изображающие героев русских народных сказок: Медведя, Лешего, Иванушку, Учёного филина, Бабу-Ягу и Избушку на курьих ножках.

### Парк усадьбы Алтуфьево
Расположен по адресу: Алтуфьевское шоссе, д. 147—149. Первые упоминания усадьбы относятся к XVI веку — здесь было заложено село Алтуфьево с одноимённой усадьбой. К концу XIX века усадьбу и окружающие её земли купил нефтепромышленник Георгий Лианозов, организовавший на его юго-западных территориях дачный посёлок, который был назван по фамилии коммерсанта и впоследствии дал имя району. В 1960-м году село Алтуфьево вошло в состав Москвы, и на территории вокруг усадьбы был обустроен парк, площадь которого составила около 35 га. Сегодня его инфраструктура включает спортивные площадки (две волейбольных, две тренажёрных и одна баскетбольная площадки), многофункциональный BMX-комплекс площадью 2500 м² — это самый большой скейт-парк под открытым воздухом в Москве. В парке проложена велосипедная дорожка длиной 1300 метров. Для детей есть игровые площадки. На берегах Алтуфьевского пруда расположены пикниковые беседки и пространства для спокойного отдыха.

### Хотьковский сквер
Сквер площадью 2 га располагается между Хотьковской и Абрамцевской улицами. Зелёную зону с прогулочными дорожками украшают скамейки под декоративными арками, цветники и ландшафтные камни. На территории есть две детские, баскетбольно-футбольная и тренажёрная площадки.

### Лианозовский променад
Прогулочная зона располагается на участке Угличской улицы от Череповецкой улицы до Тобольского переулка. Променад длиной около 450 метров обустроили в 2019 году на месте обычной проходной зоны по программе «Мой район». В конце XIX — начале XX веков здесь располагался посёлок с дачами в стиле модерн (так называемыми «лианозовскими дачами»), где отдыхали преимущественно московские предприниматели и интеллигенция. По просьбам местных жителей, дизайн новой пешеходной зоны был вдохновлён архитектурой бывшего дачного посёлка. По обоим концам променада установили декоративные белоснежные арки с вечерней подсветкой, напоминающие крыши и наличники домов. Здесь также располагаются белоснежные качели внутри прямоугольных аркад, беседки со стеклянной крышей и шахматные столы. На мосту над Лианозовским ручьём установлена большая фоторамка для пейзажных снимков с видом на водоём. Вдоль променада находятся стенды с историческими фотографиями района — например, фото, сделанное во дворе одной из лианозовских дач, кадры строительства станции метро «Алтуфьево» и моста на Дмитровском шоссе через Савёловское направление Московской железной дороги.

## Культура и досуг
В районе действуют несколько физкультурно-оздоровительных комплексов:
- Детско-юношеский спортивно-оздоровительный центр «ИМА»
- Спортивный клуб «Лианозово»
- Центр досуга, культуры и спорта «Лидер»
- ФОК «Лианозово»
- Региональная детско-подростковая и молодёжная общественная организация «Водолей»
- ФОК "Баланс"

Также в районе располагается Лианозовский театр, и скейт-парк.

## Население
| 2002    | 2010    | 2012    | 2013    | 2014    | 2015    | 2016    |
| ------- | ------- | ------- | ------- | ------- | ------- | ------- |
| 76 465  | ↗79 582 | ↗81 836 | ↗83 115 | ↗83 869 | ↗84 005 | ↗84 896 |
| 2017    | 2018    | 2019    | 2020    | 2021    | 2023    | 2024    |
| ↗85 097 | ↗85 837 | ↗85 901 | ↗86 035 | ↘85 402 | ↘84 811 | ↘84 105 |

### Национальный состав
По итогам переписи населения 2020 года проживали следующие национальности (национальности менее 0,1 % и другое, см. в сноске к строке «Другие»):
| Национальность | Численность, чел. | Доля     |
| -------------- | ----------------- | -------- |
| Русские        | 63 175            | 73,97 %  |
| Татары         | 655               | 0,77 %   |
| Армяне         | 409               | 0,48 %   |
| Украинцы       | 355               | 0,42 %   |
| Азербайджанцы  | 183               | 0,21 %   |
| Евреи          | 128               | 0,15 %   |
| Таджики        | 112               | 0,13 %   |
| Грузины        | 97                | 0,11 %   |
| Узбеки         | 94                | 0,11 %   |
| Другие         | 20 194            | 23,65 %  |
| Итого          | 85 402            | 100,00 % |

## Транспорт
По району проходят автобусные маршруты м44, е59, 136, 352, 525, 559, 564, 571, 586, 587, 598, 601, 705, 771, 815, 928, 994.
В районе есть железнодорожные станции Марк и Лианозово электропоездов Московско-Савёловского направления. Недалеко от района также станция Бескудниково того же направления. Имеют беспересадочное прямое сообщение на Смоленское (Белорусское) направление.
Строительство метрополитена в ныне один из крупнейших районов Москвы было предусмотрено ещё советскими планами к началу XXI века. Однако станция «Лианозово» Люблинско-Дмитровской линии Московского метрополитена открылась лишь в 2023 году, с изменением её местоположения. Станция расположена в 350 метрах от железнодорожной платформы «Лианозово» Савёловского направления. На восточной границе района расположена станция метро «Алтуфьево».